# Galatás (La Canée)
Pour les articles homonymes, voir Galata (homonymie).
Galatás, en grec moderne : Γαλατάς, est un village, dans le dème de La Canée et le district du même nom, en Crète, en Grèce. Selon le recensement de 2011, la population de Galatás compte 3 166 habitants. La localité est située à une altitude de 90 m et à une distance de 5 km à l'ouest de La Canée.

## Recensements de la population
| Recensements | 1881 | 1900 | 1920 | 1928 | 1940 | 1951 | 1961 | 1971 | 1981 | 1991 | 2001 | 2011 |
| ------------ | ---- | ---- | ---- | ---- | ---- | ---- | ---- | ---- | ---- | ---- | ---- | ---- |
| Population   | 722  | 720  | 653  | 975  | 1139 | 890  | 867  | 887  | 1098 | 1550 | 2120 | 3166 |